# Piper hartii
Piper hartii är en pepparväxtart som beskrevs av C. Dc.. Piper hartii ingår i släktet Piper och familjen pepparväxter. Inga underarter finns listade i Catalogue of Life.